# Кубок Волинської області з футболу 1989

## Учасники
У цьому розіграші Кубка взяли участь 16 команд:
| Учасники: - «Електрик» (Луцьк) - «Колос» (Голоби) - «Колос» (Ківерці) - «Колос» (Облапи) - «Кристал» (Луцьк) - «Локомотив» (Ковель) - «Машинобудівник» (Нововолинськ) - «Машинобудівник» (Рожище) - «Меліоратор» (Камінь-Каширський) - «Підшипник» (Луцьк) - «Прилад» (Луцьк) - «Прип'ять» (Любешів) - «Світязь» (Любомль) - «Сільмаш» (Ковель) - «Стир» (Старий Чорторийськ) - «Шахтар» (Нововолинськ) |

## 1/8 фіналу
| Команда 1             | Команда 2           | Рахунок |
| --------------------- | ------------------- | ------- |
| «Світязь»             | «Шахтар»            | -:+     |
| «Прилад»              | «Стир»              | 4:2     |
| ««Машинобудівник» Нв. | «Прип'ять»          | 3:0     |
| «Сільмаш»             | «Локомотив»         | 3:1     |
| «Підшипник»           | «Кристал»           | 4:0     |
| «Колос» Г.            | «Колос» К.          | 5:1     |
| «Електрик»            | «Машинобудівник» Р. | 2:1     |
| «Колос» О.            | «Меліоратор»        | 3:0     |

## Чвертьфінали
| Команда 1            | Команда 2  | Рахунок |
| -------------------- | ---------- | ------- |
| «Підшипник»          | «Прилад».  | 7:1     |
| «Машинобудівник» Нв. | «Сільмаш»  |         |
| «Шахтар»             | «Колос» О. | 3:1     |
| «Колос» Г.           | «Електрик» | 1:4     |

## Півфінали
| Команда 1  | Команда 2   | Рахунок |
| ---------- | ----------- | ------- |
| «Сільмаш»  | «Підшипник» | 0:2     |
| «Електрик» | «Шахтар»    | 1:2     |

## Фінал
| 13 липня 1989 |

| «Підшипник» | 1:0 | «Шахтар» |
| ----------- | --- | -------- |
|             |     |          |

| Луцьк, стадіон «Авангард» |

| Володар Кубка Волинської області 1989                      |
| ---------------------------------------------------------- |
| «Підшипник» (Луцьк) Шоста перемога в Кубку (п'ята поспіль) |

## Підсумкова таблиця
| Етап       | Команда                          | I | В | Н | П | РМ   | О  |
| ---------- | -------------------------------- | - | - | - | - | ---- | -- |
| Володар    | «Підшипник» (Луцьк)              | 4 | 4 | 0 | 0 | 14−1 | 8  |
| Фіналіст   | «Шахтар» (Нововолинськ)          | 4 | 3 | 0 | 1 | 5−3  | 6  |
| Півфінал   | «Електрик» (Луцьк)               | 3 | 2 | 0 | 1 | 7−4  | 4  |
| Півфінал   | «Сільмаш» Ковель                 | 3 | 2 | 0 | 1 | 3−3  | 4* |
| 1/4 фіналу | «Колос» (Облапи)                 | 2 | 1 | 0 | 1 | 4−3  | 2  |
| 1/4 фіналу | «Колос» (Голоби)                 | 2 | 1 | 0 | 1 | 6−5  | 2  |
| 1/4 фіналу | «Машинобудівник» (Нововолинськ)  | 2 | 1 | 0 | 1 | 3−0  | 2* |
| 1/4 фіналу | «Прилад» (Луцьк)                 | 2 | 1 | 0 | 1 | 5−9  | 2  |
| 1/8 фіналу | «Машинобудівник» (Рожище)        | 1 | 0 | 0 | 1 | 1−2  | 0  |
| 1/8 фіналу | «Стир» (Старий Чорторийськ)      | 1 | 0 | 0 | 1 | 2−4  | 0  |
| 1/8 фіналу | «Локомотив» (Ковель)             | 1 | 0 | 0 | 1 | 1−3  | 0  |
| 1/8 фіналу | «Меліоратор» (Камінь-Каширський) | 1 | 0 | 0 | 1 | 0−3  | 0  |
| 1/8 фіналу | «Прип'ять» (Любешів)             | 1 | 0 | 0 | 1 | 0−3  | 0  |
| 1/8 фіналу | «Колос» (Ківерці)                | 1 | 0 | 0 | 1 | 1−5  | 0  |
| 1/8 фіналу | «Кристал» (Луцьк)                | 1 | 0 | 0 | 1 | 0−4  | 0  |
| 1/8 фіналу | «Світязь» (Любомль)              | 1 | 0 | 0 | 1 | 0−0  | 0  |

- рахунок матчу 1/4 фіналу «Машинобудівник» Нв. - «Сільмаш» невідомий